# Система условного доступа
Система условного доступа (англ. Conditional Access System) — программно-аппаратный механизм для доступа к платным кодированным цифровым спутниковым, эфирным и кабельным телеканалам и радиостанциям (радиоканалам).

## Классификация
По алгоритму скремблирования:
- Закрытые системы — используют корпоративные стандарты шифрования.
- С единым алгоритмом скремблирования (Common Scrambling Algorithm) — основаны на стандарте DVB (DVB-совместимые системы).
  - SimulCrypt — требует согласования среди операторов, которые используют различные системы условного доступа, но один алгоритм шифрования. Мультиплексный поток должен содержать пакеты для каждой системы.
  - MultiCrypt — доступ к различным системам условного доступа через съемную PCMCIA карту с использованием стандарта интерфейсного подключения DVB-Common Interface (DVB-CI). Позволяет не зависеть от поставщиков услуг, но дороже, чем SimulCrypt.

## Системы условного доступа

### BISS(Basic Interoperable Scrambling System)
Разработчик: ЕВС. Родоначальница стандартизированных систем условного доступа, простейшая система условного доступа, не требует карточек для работы.
На передающей стороне сигнал кодируется с использованием секретного ключа, а в тюнере раскодируется используя этот же кодированный ключ. Длина ключей составляет шестнадцать цифр в шестнадцатеричной системе счисления.
Каналы в данной системе можно открыть при помощи ресивера со встроенным эмулятором кодировок.

### NAGRA
Разработчик: Nagra (Швейцария).
Используется компанией «ЭР-Телеком» («Дом.ru»).

### IPTVPORTAL CAS
Разработчик: ООО «Автоматические радиоэлектронные системы (А. Р. Е. С.)» (Россия).
Система условного доступа IPTVPORTAL CAS — программно-аппаратный комплекс для ограничения доступа к цифровому медиаконтенту.
Среда вещания: IP. Стандарт вещания: DVB-IP
Метод и качество кодирования видео-сигнала: шифрование пакетов вне зависимости от кодека. Число абонентов: не ограничено. Число классов: не ограничено. Число закрываемых программ: не ограничено.

### DRECrypt
DRECrypt — система условного доступа, разработанная в России. Первое коммерческое внедрение СУД DRECrypt было в 2004 году, сейчас DRECrypt является одним из лидеров на рынке комплексных систем управления контентом и его защиты от неавторизованного доступа и обслуживает более 15 млн абонентов.
Разработчик: ООО «Цифра»
Преимущества CAS DRECrypt:
- Количество поддерживаемых абонентских устройств: более 25 млн.
- Поддержка DVB SimulCrypt 2.0.
- Пройдена сертификация по безопасности СУД.
- Имеет действующий сертификат соответствия в области связи.
- Интерфейс, документация и поддержка на русском и английском языках.
- Оперативная поддержка 24/7.
- Количество скремблирующих сервисов — до 10 000.

Распространение:
- Система внедрена у более чем 50 операторов платного телевидения в РФ и странах СНГ. Суммарное количество абонентов операторов кабельного и спутникового телевидения — 12 915 000.
- Эфирные операторы: СП Экран (Абхазия). Суммарное количество абонентов среди эфирных операторов 200 000.

Версии:
На данный момент эксплуатируется 5-я версия CAS DRECrypt.

### VideoCrypt
В настоящее время известны две версии VideoCrypt I и VideoCrypt II. Первая используется в Великобритании и Ирландии, например, очень известной телекомпанией BSkyB (British Sky Broadcasting). Вторая версия использовалась в Европе, однако в настоящее время применяется довольно редко. Многие декодеры имеют возможность переключения VideoCrypt I / VideoCrypt II. Разница между ними невелика, однако используются абсолютно разные карты и служебная информация передается с некоторыми отличиями. Для кодирования изображения используется метод разрезки строки в случайном месте и перестановки частей строк.[уточнить] В VideoCrypt предусмотрено 256 возможных мест разрезки строки. Схема разрезки меняется каждые 2.5 секунды. Служебная информация для декодера передается в виде, подобном телетексту.

### Viaccess
Разработчик: France Télécom (Франция).
Разработана как цифровой вариант EuroCrypt.
Версии:
- Viaccess PC2.3 — взломана и признана неэффективной.
- Viaccess PC2.4 — взломана и признана неэффективной.
- Viaccess PC2.5 — взломана, в этой кодировке работает канал «MEZZO» со спутника Hot Bird.
- Viaccess PC2.6 — взломана и признана неэффективной.
- Viaccess PC3.0 — разработана в середине 2007 года, с помощью эмулятора открываются только каналы пакета французского вещателя «TNT France», также присутствует возможность просмотра кардшарингом.
- Viaccess PC3.1 — не взломана, присутствует возможность просмотра кардшарингом.
- Viaccess PC4.0 — активно использовалась по состоянию на 2012 год. не взломана, но присутствует возможность просмотра кардшарингом.
- Viaccess PC5.0 — не взломана, используется спутниковым оператором НТВ-Плюс по состоянию на март 2013 года в картах условного доступа с порядковыми номерами, начинающимися с 032875, присутствует возможность просмотра кардшарингом.[уточнить]
- Viaccess PC6.0 — не взломана.

Используется:
- В России (последние две версии) компанией «НТВ-Плюс».
- В Европе (например, на спутниках Hot Bird в ней закодировано множество каналов).

Существует модификация — TPS-Crypt, которая используется французскими спутниковыми каналами TPS (с 2007 года принадлежащими группе Canal+).
Viaccess являлась третьей по распространённости системой условного доступа на 2004 год.

### Роскрипт
Разработчик: ФГУП НИИ Радио (Россия).
Криптографическая защита соответствует ГОСТ 28147-89.
Существуют две версии «Роскрипт-Про» и «Роскрипт-М 2.0». Позволяет осуществить защиту компонентов транспортного потока, кодированных в соответствии со стандартами MPEG-2, MPEG-4 при обычном (SD) и высоком (HD) разрешениях.
Совместима со стандартами вещания: DVB-T, DVB-T2 («Роскрипт-Про»), DVB-S, DVB-S2 («Роскрипт-М 2.0»).
- Количество поддерживаемых абонентских устройств: более 20’000’000.
- Количество сервисов, закрываемых одним скремблером: не менее 50.
- Общее количество сервисов: 2048.
- Количество сервисов, открываемых одним CAM модулем: не ограничено в любом сочетании.
- Скорость транспортного потока: до 108 Мбит/с.
- Стандарт алгоритм защиты информации: ГОСТ 28147-89.
- Длина ключей: 256 бит.
- Позволяет частичное или полное обновление через транспортный поток.
- Возможность передачи таблиц управления за счет избыточности транспортного потока.
- Очень взломоустойчива.

Используется для части каналов на спутниках Экспресс АМ6, Экспресс АМ7, Экспресс АМ33, Экспресс АМ5, а также на спутнике Ямал-401.

### Conax
Открытая к взаимодействию без выделения приоритетов система. Использует систему кодирования с применением асимметричного шифрования. Используется компанией «ЭР-Телеком» параллельно с системой Nagra.
- Conax CAS7 — для операторов сетей цифрового телевидения DVB.
- Conax CAstream — автономная система для операторов IP-телевидения. Позволяет использовать уже имеющиеся платформу и приложения с добавлением к ним механизмов условного доступа и безопасности, позволяет доставлять зашифрованный поток подписчикам по открытым сетям.

### Irdeto
Вторая, а также третья версии этой кодировки Irdeto 2 и Irdeto 3.
Используется компаниями: «МТС» («Домашнее Цифровое МТС ТВ»), «Орион Экспресс», «Радуга ТВ» (до 2014 года), ФГУП «Космическая связь».

### Betacrypt
Разновидность Irdeto.

### Mediaguard
Также известная как Seca. Первая версия взломана, вторая — взломана частично. Используется редко из-за своей подверженности взлому, в основном вторая версия этой кодировки (Mediaguard 2) карты этой версии заменены на более защищенную(Mediaguard 3).

### PowerVu
Кодировка, разработанная в США, применяется американскими военными. С её использованием идёт вещание почти всех каналов American Forces Network. Для легального приема программ необходим специальный, достаточно дорогой ресивер. Считалась ранее взломоустойчивой, однако в конце 2014 года была окончательно взломана, и теперь её просмотр возможен с помощью эмуляторов при наличии ключей (на данный момент известны ключи для большинства пакетов с этой кодировкой).

### Videoguard
Кодировка, используемая в большинстве каналов компании Sky. Используется казахстанской системой «OTAU TV». Карточки, предназначенные для просмотра каналов в этой кодировке, «привязываются» к ресиверу (т.e. в других ресиверах, отличных от того, на котором карточка была активирована, работать она не будет). Взломана, частично: например: Sky UK, Sky Italia. Есть софт, позволяющий смотреть часть каналов Viasat Nordic без интернета (каналы SVT1, SVT2, DR1, DR2, NRK1, NRK2, NRK3, NRK Super, Kunskapskanalen, SVT Barnkanalen, SVT 24, TV2)

### Dreamcrypt
Используется некоторыми провайдерами «каналов для взрослых» со спутника Hotbird.
Используется провайдером IDC в Приднестровье для кодирования многоканального телевидения.
Единственный производитель CAM-модулей — SMiT.
Данных о взломе нет.

### Другие системы
- Codicrypt
- Cryptoworks
- DVCrypt
- KeyFly
- Omnicrypt
- Neotion SHL
- SkyPilot
- Verimatrix

## Взлом систем условного доступа
Осуществляется посредством:
- поддельной карты доступа;
- пиратского ПО в ресивере;
- ключей для декодирования программным способом.

Существует и другой способ нелегального просмотра коммерческого телевидения: кардшаринг. Работает он за счет раздачи ключей с одной (или нескольких) лицензионной карты условного доступа на множество ресиверов через сеть Интернет или иным способом.